# Emily Rose
Emily Rose (Renton, Washington, 2 februari 1981) is een Amerikaanse actrice.

## Carrière
Emily Rose studeerde theaterkunsten aan de Vanguard University of Southern California. Ze had rollen in onder meer de televisieseries John from Cincinnati, Brothers & Sisters, Jericho, Without a Trace, ER en Two and a Half Men. Vanaf 2010 speelde ze 5 seizoenen lang de hoofdrol (Audrey Parker) in de Syfy-sciencefictionserie Haven.
Als stemacteur is ze te horen als "Elena Fisher" in de videospellen Uncharted: Drake's Fortune, Uncharted 2: Among Thieves, Uncharted 3: Drake's Deception en Uncharted 4: A Thief's End.

## Filmografie
- Hurricane Party (2006), Precious
- Smith (2007), 1 aflevering
- Speed Dating (2007), Melanie
- John from Cincinnati (2007), 10 afleveringen
- Uncharted: Drake's Fortune (2007), Elena Fisher, videospel
- Brothers & Sisters (2007–08), Lena Branigan, 10 afleveringen
- Jericho (2008), Trish Merrick, 5 afleveringen
- The Orphan (2008), Elizabeth Arnold
- Cold Case (2008), Nancy Patterson, 1 aflevering
- Without a Trace (2008), Anya Simonson, 1 aflevering
- The Last Page (2008), Marybell
- ER (2008–09), Dr. Tracy Martin, 11 afleveringen
- Two and a Half Men (2009), Janine, 1 aflevering
- Ghost Whisperer (2009), Tina Clark, 1 aflevering
- Washington Field (2009), Terri Porter
- Operating Instructions (2009), Rachel Scott
- Uncharted 2: Among Thieves (2009), Elena Fisher, videospel
- Private Practice (2010), Elisha, 1 aflevering
- Perfect Plan (2010), Lauren Baker
- Haven (2010–2015), Audrey Parker, hoofdrol
- Uncharted 3: Drake's Deception (2011), Elena Fisher, videospel
- Uncharted 4: A Thief's End (2016), Elena Fisher, videospel
- God of War Ragnarok (2022), Sif, videospel

- Gemeinsame Normdatei: 1016867204
- International Standard Name Identifier: 0000 0001 2058 4136
- Library of Congress Control Number: no2011095877
- Virtual International Authority File: 171555302
- WorldCat: E39PBJx8BDQ83K4yxgrx6t6Frq